# Джурджулешти (порт)
Міжнародний вільний порт Джурджулешти (мол. Portul Internațional Liber Giurgiulești) — порт, розташований за 133,8 км від Чорного моря, на лівому березі річок Пруту та Дунаю, утворений у 2006 році завдяки передачі Україною Молдові 430 м узбережжя Дунаю і Пруту, завдяки чому порт став єдиним портом Молдови із виходом до Чорного моря. Порт користується вигідним стратегічним розташуванням в безпосередній близькості біля молдовського кордону з Румунією та Україною. Джурджулешти склав значну конкуренцію українському порту Рені.

## Історія
Міжнародний Вільний Порт Джурджулешти володіє 480 м узбережжя Дунаю, яке Молдова отримала від України замість ділянки території з дорогою біля села Паланка у Штефан-Водському районі Молдови, що є власністю України. У 2006 році було збудовано нафтоналивний термінал порту, а у 2009 році — вантажний і пасажирський морський порт. Це надало можливість не морській країні Молдові мати вихід до Чорного моря та Світового океану. Перший морський пасажирський корабель відплив із порту Джурджулешти до Стамбула. Будівництво термінала для контейнерів розпочалось у 2012 році. Станом на 2015 рік другий зерновий термінал перебуває на стадії будівництва.

## Характеристики порту

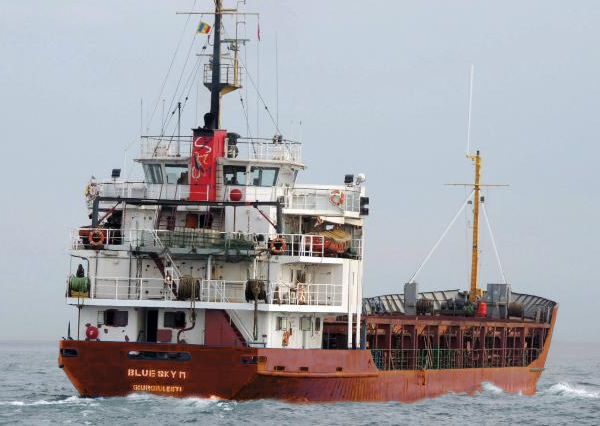
Молдавське суховантажне судно «Blue Sky M» може перевозити контейнери або автомобілі

Завдяки своєму розташуванню на Нижньому Дунаї з доступною глибиною води до 7 м, Міжнародний вільний порт Джурджулешти (МВПД) здатний приймати як судна внутрішнього плавання, так і морські судна.
Порт може приймати кораблі і річкові баржі з осадкою до 6,5 м і може завантажити або розвантажити до 3-х різних видів нафтопродуктів одночасно. Взимку порт замерзає і перевезення утруднюються.

## Вільна економічна зона
Вся територія Міжнародного Вільного Порту Джурджулешти (МВПД) має статус вільної економічної зони до 2030 р. Вільна економічна зона порту надає національним і міжнародним інвесторам сприятливі умови для інвестицій і бізнесу. Порт є регіональним вузлом логістики на кордоні з ЄС з доступом до автомагістралей і залізниць, річок та Чорного моря.

## Основні напрямки перевезень
Пасажирське судно «Принцеса Елена» здійснює влітку регулярне сполучення зі Стамбулом (Туреччина). Існує річкове сполучення по румунській частині Дунаю в напрямку Галац — Тулча — Суліна.